# Victor von Bruns

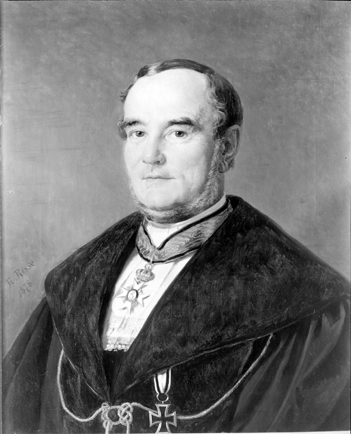
Victor von Bruns (Ölgemälde von Roland Risse, Tübinger Professorengalerie, 1878)

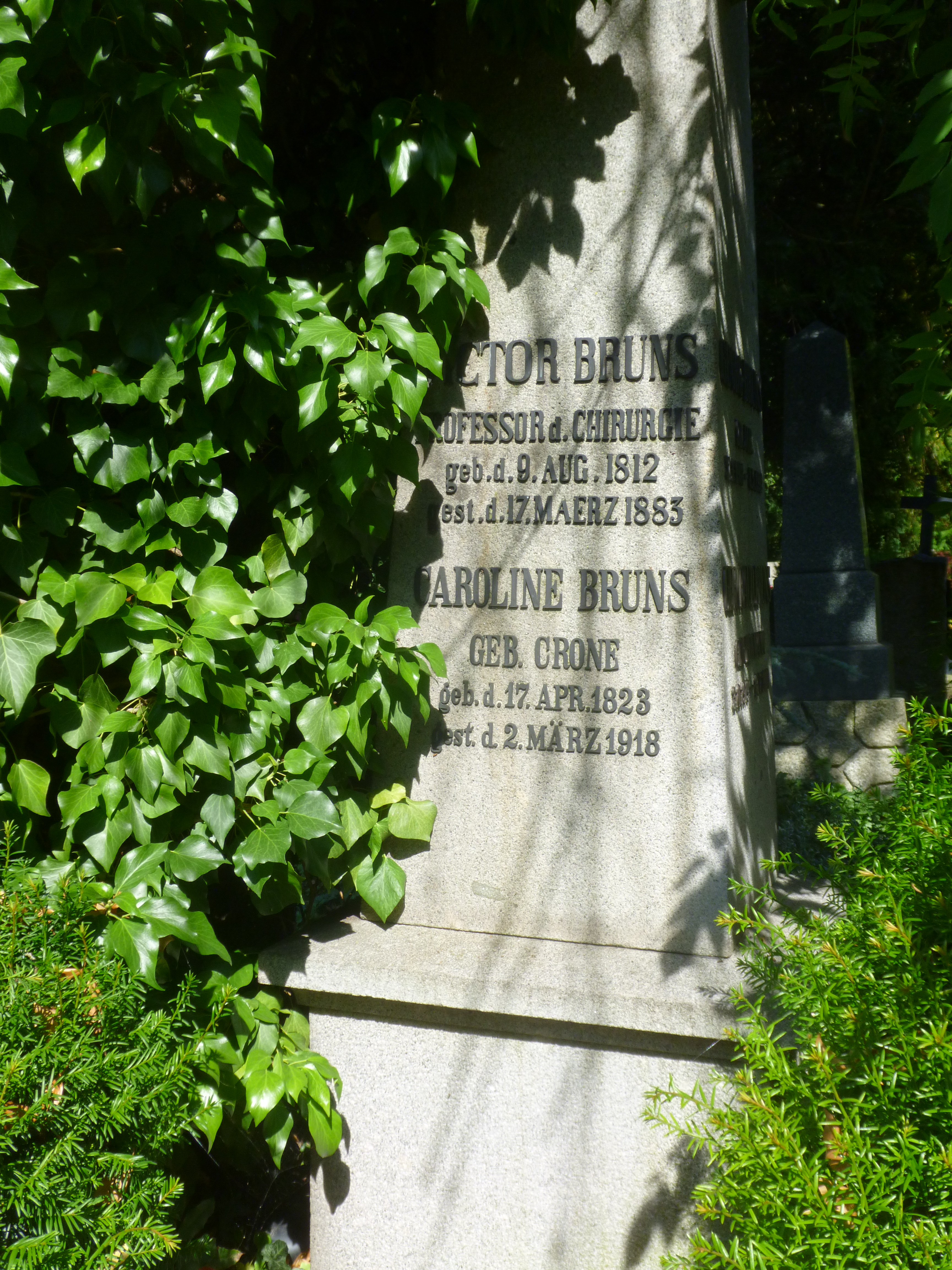
Grab auf dem Stadtfriedhof Tübingen

Paul Victor Bruns, auch Viktor Bruns, ab 1854 von Bruns, (* 9. August 1812 in Helmstedt; † 19. März 1883 in Tübingen) war ein deutscher Chirurg und Professor der Chirurgie in Tübingen.

## Leben
Victor Bruns wurde in eine Helmstedter Gelehrtenfamilie geboren, die aus Holstein eingewandert war. Sein Vater war der Geheime Justizrat Johann Georg Theodor Bruns (1786–1835), seine Mutter Friedericke (1786–1822) war eine Tochter des Philologen und Lehrers Johann Heinrich Justus Köppen (1755–1781). Victor Bruns’ Großvater, der Orientalist Paul Jakob Bruns (1743–1814), hatte sich als Professor in Halle und Helmstedt einen Namen als vielseitig gebildeter Mann gemacht. 
Victor Bruns wuchs in wohlbehüteten familiären Verhältnissen auf. Er studierte ab 1831 in Braunschweig, Tübingen, Halle und Berlin. Er ließ sich 1837 in Braunschweig als Arzt nieder, lehrte ab 1839 Anatomie am Anatomisch-Chirurgischen Institut und schrieb ein Lehrbuch der allgemeinen Anatomie. Bruns wandte sich ausschließlich der Chirurgie zu und wurde 1843 als Professor der Chirurgie an die Universität Tübingen berufen. Hier wirkte er bis 1881. Nachfolger als Ordinarius für Chirurgie in Tübingen wurde 1882 sein Sohn Paul von Bruns.

## Leistungen
Bruns betätigte sich auf allen Gebieten der Chirurgie, er arbeitete im Bereich der plastischen Chirurgie. Besondere Erfolge erzielte er in der Lippen- und Wangenrekonstruktion und als Facharzt für Kehlkopfkrankheiten. Dies brachte ihm einen über Deutschlands Grenzen weit hinausgehenden guten Ruf ein. Victor von Bruns wird eine sichere Technik im Gebrauch des Kehlkopfspiegels nachgesagt, dessen Anwendung er vervollkommnet hat, damit 1861 einen Kehlkopfpolypen entfernen konnte und dadurch die endolaryngeale Chirurgie begründete. In die Anwendung des Kehlkopfspiegels, für die er laut Carl Gerhardt wegen einer Erkrankung seines Bruders Interesse entwickelte, sei er von Gerhardt eingewiesen worden. Victor von Bruns bereitete den Weg für die Wundbehandlung. Ihm gelang 1865 die Herstellung von saugfähiger Verbandwatte aus Baumwolle durch Entfettung und Bleichung. Die sogenannte Bruns’sche Watte, ein hygienischer und saugfähiger Verband, verbesserte die Wundversorgung.
1873 begann die Paul Hartmann – Bleiche, Färbereigeschäft und Appreturanstalt in Heidenheim mit der Produktion von entfetteter Verbandwatte. Die Verbände aus sogenannter „Lister’scher Carbol-Gaze“ waren mit Antiseptika nach einem von Joseph Lister entwickelten Verfahren imprägniert und hatten keimtötende Wirkung.
Victor von Bruns war 1872 Gründungsmitglied der Deutschen Gesellschaft für Chirurgie (DGCH).

## Auszeichnungen
- 1854: Ritterkreuz des Ordens der württembergischen Krone. Bis 1913 war für württembergische Untertanen mit der Verleihung des Ordens die Erhebung in den persönlichen, nicht vererbbaren Adel verbunden.[6]
- 1868: Ehrenbürger der Stadt Tübingen
- 1871: Kommenturkreuz des Ordens der württembergischen Krone[7]

## Schriften

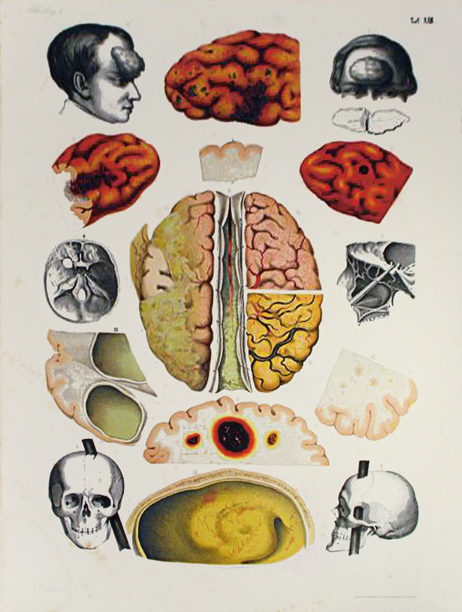
Eine der Tafeln aus: Chirurgischer Atlas, 1853

- Dissertatio inauguralis medica sistens disquisitiones anatomico-physiologicas de nervis cetaceorum cerebralibus. Tübingen, Eifert, 1836.
- Lehrbuch der allgemeinen Anatomie des Menschen. Nach eigenen Untersuchungen zum Gebrauch bei Vorlesungen, sowie zum Selbststudium für praktische Ärzte und Wundärzte. Vieweg, Braunschweig 1841.
- Handbuch der praktischen Chirurgie für Ärzte und Wundärzte. 2 Bände. H. Laupp, Tübingen 1854–1859; Atlas 1853 ff.
- Durchschneidung der Gesichtsnerven beim Gesichtsschmerz. Tübingen 1859 (Digitalisat).
- Beitrag zur Behandlung schlecht geheilter Beinbrüche. Berlin 1861.
- Die erste Ausrottung eines Polypen in der Kehlkopfshöhle durch Zerschneiden ohne blutige Eröffnung der Luftwege. Nebst einer kurzen Anleitung zur Laryngoskopie. Tübingen 1862; Nachtrag 1863.
- Chirurgische Heilmittellehre. 2 Bände. Tübingen 1873 (Digitalisat von Band 1 im Internet Archive).
- Arznei-Operationen oder Darstellung sämmtlicher Methoden der manuellen Application von Arzneistoffen. Laupp, Tübingen 1869 (Digitalisat).
- Die Laryngoskopie und laryngoskopische Chirurgie. Laupp, Tübingen 1865, mit Atlas; 2. (unveränderte) Ausg. 1873.
- Die Galvano-Chirurgie. Tübingen 1870 (Digitalisat im Internet Archive).
- Die galvanokaustischen Apparate und Instrumente. Laupp, Tübingen 1878.
- Die Amputation der Gliedmaßen durch Zirkelschnitt mit vorderem Hautlappen. Laupp, Tübingen 1879 (Digitalisat im Internet Archive).